# Jean-Pierre Mukubaganyi Mulume
Mukubaganyi Mulume Jean-Pierre est un homme d'affaires congolais né au Sud-Kivu dans le territoire de Walungu. Il fut président du marché de kadutu le plus grand marché de la ville de Bukavu. 
En 2006, il est élu député. il est aussi parmi les propriétaires des fermes les plus vastes de la province.
En 2021 il on proclament Mukubaganyi comme députe provincial en défendeur de Ndumerume Balefu Maurice.[pas clair]